# Incompatibilità
L'incompatibilità, in diritto, indica un istituto processuale teso a garantire l'imparzialità personale di un soggetto deputato all'esercizio di una funzione giurisdizionale e che consiste nell'incapacità a svolgere una determinata funzione in relazione ad uno specifico procedimento.

## Processo penale
L'incompatibilità del giudice penale è determinata:
- da atti compiuti nel procedimento, ex art. 34 c.p.p.;
- da ragioni di parentela, affinità o coniugio, ex art. 35 c.p.p.

### Incompatibilità determinata da atti compiuti nel procedimento
- Il giudice che ha pronunciato o ha concorso a pronunciare sentenza in un grado del procedimento non può esercitare funzioni di giudice negli altri gradi, ne partecipare al giudizio di rinvio dopo l'annullamento o al giudizio per revisione. Questa previsione, peraltro, è stata dichiarata costituzionalmente illegittima (sent. Corte cost. 9 luglio 2013, n. 183) nella parte in cui non prevede che non possa partecipare al giudizio di rinvio dopo l'annullamento il giudice che ha pronunciato o concorso a pronunciare ordinanza di accoglimento o rigetto della richiesta di applicazione in sede esecutiva della disciplina del reato continuato, ai sensi dell'art. 671 c.p.p.

- Il giudice che ha emesso il provvedimento conclusivo dell'udienza preliminare o ha disposto il giudizio immediato o ha emesso decreto penale di condanna o ha deciso sull'impugnazione avverso la sentenza di non luogo a procedere non può partecipare al giudizio.

- Il giudice che nel medesimo procedimento ha esercitato funzioni di giudice per le indagini preliminari non può emettere il decreto penale di condanna, ne tenere l'udienza preliminare; in ogni caso non può partecipare al giudizio.

Questa causa di incompatibilità viene meno se il giudice, nel medesimo procedimento, abbia adottato uno dei seguenti provvedimenti:
- le autorizzazioni sanitarie previste dall'articolo 11 della legge 26 luglio 1975, n. 354;
- i provvedimenti relativi ai permessi di colloquio, alla corrispondenza telefonica e al visto di controllo sulla corrispondenza, previsti dagli articoli 18 e 18-ter della legge 26 luglio 1975, n. 354;
- i provvedimenti relativi ai permessi previsti dall'articolo 30 della legge 26 luglio 1975, n. 354;
- il provvedimento di restituzione nel termine di cui all'articolo 175;
- il provvedimento che dichiara la latitanza a norma dell'articolo 296.

Tale previsione non si applica neppure al giudice che abbia provveduto all'assunzione dell'incidente probatorio o comunque adottato uno dei provvedimenti previsti dal titolo VII del libro quinto.
- Chi ha esercitato funzioni di pubblico ministero o ha svolto atti di polizia giudiziaria o ha prestato ufficio di difensore, di procuratore speciale, di curatore di una parte ovvero di testimone, perito, consulente tecnico o ha proposto denuncia, querela, istanza o richiesta o ha deliberato o ha concorso a deliberare l'autorizzazione a procedere non può esercitare nel medesimo procedimento l'ufficio di giudice.

### Incompatibilità per ragioni di parentela, affinita o coniugio
Nello stesso procedimento non possono esercitare funzioni, anche separate o diverse, giudici che sono tra loro coniugi, parenti o affini fino al secondo grado.

## Processo tributario
Il regime dell'incompatibilità per i componenti delle commissioni tributarie è disciplinato dall'art. 8, del d.lgs. 545/1992, Ordinamento degli organi speciali di giurisdizione tributaria ed organizzazione degli uffici di collaborazione), così come riformato dal d.l. 98/2011 (convertito, con modificazioni, dalla legge 111/2011) ed ulteriormente modificato dal d.l. 138/2011 (convertito dalla legge 148/2011).
- Non possono essere componenti delle commissioni tributarie, finché permangono in attività di servizio o nell'esercizio delle rispettive funzioni o attività professionali:
  - i membri del Parlamento nazionale e del Parlamento europeo;
  - i consiglieri regionali, provinciali, comunali e circoscrizionali e gli amministratori di altri enti che applicano tributi o hanno partecipazione al gettito dei tributi indicati nell'art. 2 del decreto legislativo 31 dicembre 1992, n. 546, nonché coloro che, come dipendenti di detti enti o come componenti di organi collegiali, concorrono all'accertamento dei tributi stessi;
  - i dipendenti dell'Amministrazione finanziaria che prestano servizio presso gli uffici delle Agenzie delle entrate, delle dogane e del territorio, di cui al decreto legislativo 30 luglio 1999, n. 300, e successive modificazioni;
  - gli appartenenti al Corpo della Guardia di finanza;
  - i soci, gli amministratori e i dipendenti delle società concessionarie del servizio di riscossione delle imposte o preposte alla gestione dell'anagrafe tributaria e di ogni altro servizio tecnico del Ministero delle finanze;
  - i prefetti;
  - coloro che ricoprono incarichi direttivi o esecutivi nei partiti politici;
  - coloro che in qualsiasi forma, anche se in modo saltuario o accessorio ad altra prestazione, esercitano la consulenza tributaria, detengono le scritture contabili e redigono i bilanci, ovvero svolgono attività di consulenza, assistenza o di rappresentanza, a qualsiasi titolo e anche nelle controversie di carattere tributario, di contribuenti singoli o associazioni di contribuenti, di società di riscossione dei tributi o di altri enti impositori;
  - gli appartenenti alle Forze armate ed i funzionari civili dei Corpi di polizia;
  - coloro che sono iscritti in albi professionali, elenchi, ruoli e il personale dipendente individuati nell'articolo 12 del decreto legislativo 31 dicembre 1992, n. 546, e successive modificazioni, ed esercitano, anche in forma non individuale, le attività individuate nella lettera i.

- Non possono essere componenti di commissione tributaria provinciale i coniugi, i conviventi o i parenti fino al secondo grado o gli affini in primo grado di coloro che, iscritti in albi professionali, esercitano, anche in forma non individuale, le attività individuate nella lettera i) nella regione e nelle province confinanti con la predetta regione dove ha sede la commissione tributaria provinciale. Non possono, altresì, essere componenti delle commissioni tributarie regionali i coniugi, i conviventi o i parenti fino al secondo grado o gli affini in primo grado di coloro che, iscritti in albi professionali, esercitano, anche in forma non individuale, le attività individuate nella lettera i) del comma 1 nella regione dove ha sede la commissione tributaria regionale ovvero nelle regioni con essa confinanti. All'accertamento della sussistenza delle cause di incompatibilità previste nei periodi che precedono provvede il Consiglio di Presidenza della giustizia tributaria.

- Non possono essere componenti dello stesso collegio giudicante i coniugi, i conviventi, nonché i parenti ed affini entro il quarto grado.

- Nessuno può essere componente di più commissioni tributarie.

- I componenti delle commissioni tributarie, che vengano a trovarsi in una delle condizioni di cui al comma 1, lettere a) e b) o che siano nominati giudici costituzionali, sono sospesi dall'incarico fino alla data di cessazione dell'incompatibilità; successivamente alla suddetta data essi riassumono le rispettive funzioni anche in soprannumero presso la commissione tributaria di appartenenza.